# 大连华信
大连华信计算机技术股份有限公司（简称大连华信，DHC，新三板：832715，简称：华信股份）总部设在辽宁省大连市，是中国软件出口额最大的公司之一。